# 山下町SSKビル
山下町SSKビル（やましたちょうエスエスケービル）は、神奈川県横浜市中区山下町に所在するオフィスビルである。

## 歴史
住友倉庫は、1963年2月に横浜市中心部の山下町の中古建物付きの土地を購入し、同年9月から1977年3月まで横浜支店事務所として使用した。手狭となったためマースクビル（現・KRCビル）に移転した後は建物が除却され、1994年6月まで同社管理の駐車場として使われていた。同地は住友生命保険、ケイディディ開発の所有地と一区画を形成しており、住友生命所有地は駐車場として暫定利用、KDD開発の所有地は老朽化した建物があり再開発を待つ状態にあった。みなとみらい線の開通により利便性が向上すること、各社の所有地は単独で開発するには面積が狭く、形状も良好ではないことから、3社共同で開発を行うこととし、1994年7月に着工した。敷地は住友倉庫1,710m2、住友生命661m2、KDD開発493m2の計2,864m2で、住友倉庫所有地のうち583m2は住友生命に賃貸し、建物譲渡特約付き借地権を設定した。建物の持ち分は各社の所有地の評価額の比率とし、住友倉庫40%、住友生命44%、KDD開発16%となった。1996年（平成8年）6月に竣工。ビルの管理は、住友倉庫の持ち分については東京住倉興産を元請けとし、他2社の持ち分はそれぞれ直接、スミセイビルマネージメントに委託した。住友倉庫の持ち分は、同社のオフィスビルとしては初めてサブリース方式によらず、貸室賃貸業務を直営する方式を採った。

## 入居企業等
大さん橋にほど近い、関内地区の中心部に位置する。大桟橋通りを挟んで開港広場公園、水町通りを挟んでシルクセンターに隣接し、最寄駅はみなとみらい線日本大通り駅となる。
ビル稼働率向上と経費の外部流出抑制のため1999年10月に住友倉庫横浜支店事務所が3階に移転したほか、ジョンソン研究開発部、シーバイエス、ワイイーシーソリューションズ、横浜市信用保証協会、ローソン横浜山下町店などが入居する。1階の書店が撤退した跡には、2012年にマムート・スポーツ・グループによるボルダリングジムがオープンした。